# Колобки
Колобки (рос. Колобки) — село Іволгинського району, Бурятії Росії. Входить до складу Сільського поселення Іволгинське.
Населення — 300 осіб (2015 рік).